# Anolis deltae
Anolis deltae (дельтовий аноліс) — вид ігуаноподібних ящірок родини анолісових (Dactyloidae). Ендемік Венесуели.

## Поширення і екологія
Дельтові аноліси відомі з типової місцевості, розташованої в дельті Ориноко в центральній частині штату Дельта-Амакуро. Вони живуть в затоплюваних тропічних лісах.